# Final Fantasy Origins
Final Fantasy Origins es un pack para PlayStation que contiene Final Fantasy I y Final Fantasy II con mejoras gráficas, de sonido e incluso de sistema de juego, puliendo errores que se han ido desvelando con el paso de los años. Fue lanzado en 2002.
El juego mantenía intactas las historias de ambos juegos, lo que les permitió a los fanes ver los comienzos de la saga, con unos gráficos similares a los originales, aunque se agregaron CGIs al principio de cada juego, y un extra que contenía el artwork original de personajes y monstruos, así como también una lista de estos últimos y un inventario con todos los tesoros que se iban descubriendo durante el transcurso del juego.

## Enlaces

### Internos
- Square Enix
- Final Fantasy
- Videojuegos de rol

### Externos
- La Fantasía Final. Web de Final Fantasy en español.

- Datos: Q2305500